# Banyutus maynei
Banyutus maynei är en insektsart som beskrevs av Navás 1914. Banyutus maynei ingår i släktet Banyutus och familjen myrlejonsländor. Inga underarter finns listade i Catalogue of Life.